# Powrót Obra Dinn
Powrót Obra Dinn (ang. Return of the Obra Dinn) – gra logiczna stworzona przez Lucasa Pope’a. Była to jego druga gra komercyjna, po wydanej w 2013 roku grze Papers, Please, i została wydana na macOS oraz Microsoft Windows w październiku 2018 roku. Rok później wypuszczona została wersja na platformy Nintendo Switch, PlayStation 4 i Xbox One.
Akcja Powrotu Obra Dinn dzieje się na pokładzie fikcyjnego statku widmo Kompanii Wschodnioindyjskiej na początku XIX wieku. Załoga i pasażerowie okrętu w tajemniczy sposób zginęli lub zniknęli, a celem gry jest odkrycie, w jaki sposób. Gracz, jako agent firmy żeglugowej by dociec, co się stało, korzysta z wnioskowania abdukcyjnego i magicznego zegarka Memento Mortem. Za jego pomocą może powrócić do momentu śmierci członków załogi w celu ustalenia tożsamości każdej z sześćdziesięciu osób, przyczyny jej śmierci i, gdy jest to wymagane, jej zabójcy. Gra, rozgrywana z perspektywy pierwszej osoby i wykorzystuje „1-bitowy” monochromatyczny styl graficzny inspirowany grami na wczesnych komputerach Macintosh.
Powrót Obra Dinn zyskał uznanie za rozgrywkę, styl artystyczny i narrację. Został nazwany jedną z najlepszych gier wideo 2018 roku przez kilka publikacji, a także był nominowany i zdobył kilka nagród.

## Rozgrywka
W Powrocie Obra Dinn gracz wciela się w ubezpieczyciela londyńskiego biura Kompanii Wschodnioindyjskiej w 1807 roku. Obra Dinn, ubezpieczona przez Kompanię Wschodnioindyjską, zaginęła w 1803 r. Miała przepłynąć wokół Przylądka Dobrej Nadziei, lecz wróciła do rodzimego portu, a z sześćdziesięciu pasażerów i członków załogi wszyscy zginęli lub zaginęli. Gracz ma za zadanie ustalić los wszystkich pasażerów i załogi, w tym ich nazwiska, miejsce i sposób śmierci, kim był ich zabójca, jeśli zostali zabici oraz lokalizację, w której żyją, jeśli przeżyli.
Gra rozgrywa się w widoku pierwszoosobowym, pozwalając graczowi eksplorować Obra Dinn i wykorzystuje monochromatyczny styl ditheringu, który naśladuje styl grafiki z wczesnych komputerów domowych, takich jak Macintosh, do symulacji cieniowania i koloru. By wykonanie zadania było łatwiejsze, gracz otrzymuje dziennik zawierający rysunek wszystkich członków załogi, listę załogi i plan statku. Otrzymują także „Memento Mortem”, urządzenie przypominające zegarek kieszonkowy, które można aktywować, gdy gracz napotka jedno z ciał na statku. Memento Mortem odtwarza dźwięki z chwil przed śmiercią osoby i pozwala graczowi obserwować otoczenie w zamrożonym momencie śmierci, aby umożliwić identyfikację świadków śmierci i inne szczegóły. Gdy gracze skończą analizować moment, dziennik automatycznie wypełnia niektóre szczegóły tego wydarzenia (takie jak lokalizacja, twarze członków załogi obecnych przy wydarzeniu oraz dialog słyszany w tuż przed śmiercią), umożliwiając graczowi powiązanie tych informacji z wcześniej poznaną wiedzą. W niektórych przypadkach Memento Mortem zareaguje, aby ujawnić kolejną śmierć, prowadząc gracza do miejsca, w którym leżą kolejne zwłoki, by powtórzyć proces dochodzenia. Niektóre sekcje statku są niedostępne, dopóki gracz nie zaobserwuje wszystkich momentów śmierci w określonym obszarze.  Gracz może w dowolnym momencie przejrzeć wszystkie wcześniej oglądane wspomnienia, aby zaobserwować wszelkie nowe wskazówki, które mogły zostać pominięte.
Gra wymaga od gracza odnajdowania wskazówek, które pozwolą ustalić los każdego członka załogi; gracz wybiera losy ze wstępnie zdefiniowanej listy przyczyn śmierci. Ponieważ czasem sposób zgonu jest niejednoznaczny, gra pozwala na pewną swobodę i akceptuje więcej niż jedno rozwiązanie. Gra nie zawsze zapewnia wyraźne wskazówki na temat sposobu śmierci członka załogi ani jego tożsamości, co wymaga od gracza zawężenia możliwości przez metodę wykluczania. Gracz może potwierdzić swoje domysły, gdy zdobędzie więcej informacji; gra kończy się, dopiero gdy gracz poprawnie zidentyfikuje wszystkie imiona i losy. Gdy gracz poprawnie ustali imiona i przyczyny śmierci którejkolwiek  trójki osób, gra potwierdza tę informację graczowi, blokując te zmiany i skutecznie zmniejszając złożoność zagadki. 

## Fabuła
Gdy statek handlowy widmo Obra Dinn wraca do portu w Anglii prawie pięć lat po zaginięciu, Kompania Wschodnioindyjska wysyła agenta ubezpieczeniowego, aby ustalić, co stało się na pokładzie statku. Dopływając do sterburty, agent wchodzi w posiadanie książki Powrót Obra Dinn oraz zegarka kieszonkowego Memento Mortem (łac. Pamiętaj o śmierci), od tej pory za pomocą tych narzędzi musi ustalić losy i tożsamość wszystkich sześćdziesięciu załogantów.
Obra Dinn wypłynęła z załogą i kilkoma pasażerami, w tym dwoma członkami tajwańskiej (hist. Formoza) rodziny królewskiej i ich strażnikami ze  skrzynią skarbów, która, jak twierdzili, pomogłaby odeprzeć zagrożenia z oceanu. Pierwsza tragedia wydarzyła się krótko po wypłynięciu: jeden członek załogi zginął w wyniku upadku ładunku, a dwóch innych zmarło na zapalenie płuc. Niewielka grupa załogantów dostrzegła szansę na kradzież skrzyni pasażerów z Tajwanu (Formozy) i kiedy statek zbliżył się do Wysp Kanaryjskich, uprowadzili rodzinę królewską i skrzynię, a następnie uciekli na szalupach. Gdy wiosłowali, trzy syreny zaatakowały łodzie i zabiły kilka osób z grupy. Atak syren został powstrzymany, gdy porwany Tajwańczyk uwolniwszy się wyciągnął muszlę z szuflady w skrzyni i wsadził ją do głównej zawartości skrzyni — rtęci. W wyniku tego, tworzą się płonące kolumny oszałamiające syreny, jednak Tajwańczyk umiera po tym, jak jego ręce spłonęły. Ostatni ocalały członek grupy wrócił do Obry Dinn wraz ze schwytanymi syrenami i posiadanymi przez nie muszlami. Nim zdążył się wytłumaczyć i wejść na pokład, pozostały członek Formozy zabija go przez okno w pokładzie działowym, a ostatni ocalały umiera w szalupie. Gdy wniesiono skarb i syreny w siatkach na pokład, zaatakowały one i zabiły więcej członków załogi, zanim zostały ujarzmione i zamknięte w afterpiku.
Obra Dinn zawróciła, by powrócić do Anglii z powodu liczby tragedii i uprowadzonych syren. Gdy statek rozpoczął powrót, syreny wywołały straszliwą burzę, a para morskich demonów dosiadających gigantycznych pajęczych krabów weszła na statek z zamiarem dotarcia do afterpiku, zabijając po drodze więcej załogi zanim same zginęły. Po odparciu pierwszej napaści statek został zaatakowany przez krakena, którego zwabiły syreny zamknięte w skrajniku. Zabił kolejnych członków załogi i żonę kapitana, która de facto, zmarła przez złamany takielunek. Kapitan udał się do afterpiku i zagroził zabiciem wszystkich syren w nadziei, że to zatrzyma atak. Zabił dwie syreny, zanim ostatnia odwołała krakena. Muszle i ocalała syrena zostały następnie wyrzucone za burtę, w zamian za co syrena zgodziła się odesłać statek z powrotem do Anglii. Ocalali pasażerowie i część załogi zdecydowali się porzucić Obrę Dinn i wyruszyć do zachodniego wybrzeża Afryki. Chirurg statku, wiedząc, że Kompania Wschodnioindyjska zbada statek za pośrednictwem Memento Mortem, celowo zabił małpę w afterpiku i zatrzymał jej łapę, zanim uciekł z innymi. Ocalała załoga podniosła bunt, chcąc odzyskać skrzynię i muszle jako rekompensatę za wszystkie trudności, nie wiedząc, że wyrzucono je za burtę. Kapitan zabił resztę załogi, a następnie przy ciele żony popełnił samobójstwo.
Kilka lat później agent ubezpieczeniowy (postać gracza) dowiaduje się o wszystkich wydarzeniach, badając statek, z wyjątkiem tych, które miały miejsce w afterpiku. Po powrocie na ląd wysyła ukończoną (lub nie) książkę pocztą na wskazany adres. Adresatem jest chirurg i autor książki, który poprosił agenta o zbadanie i dokończenie historii Obra Dinn, był również załogantem. Zależnie od sukcesu ustalenia losów załogi na statku, następuje jedno z dwóch zakończeń. W obu przypadkach gracz otrzymuje list od bliskiej osoby chirurga, ten jednak różni się treścią zależnie od uzupełnienia książki. List informuje o śmierci autora książki. Jeżeli gracz nie ustalił tożsamości i losów wszystkich możliwych wtedy osób, otrzymuje jedynie list. W przypadku wypełnienia zadania w całości, otrzymuje również paczkę, w której zawarta jest ów książka i łapa zabitej na statku małpy. Dzięki niej oraz zegarkowi kieszonkowemu, gracz ostatecznie ustala kompletną historię ostatniej podróży statku handlowego Obra Dinn.

## Tworzenie

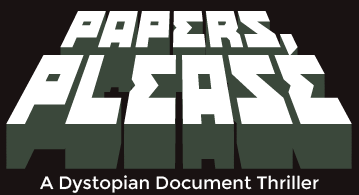
Logo gry "Papers, please".

W trakcie swojej kariery Lucas Pope nabrał uznania dla grafiki 1-bitowej stosowanej w wielu wczesnych grach na Macintosh. Po Papers, Please, Pope chciał stworzyć eksperymentalną, wykorzystującą 1-bitową estetykę grę, co doprowadziło do opracowania silnika gry, pozwalającego graczowi poruszać się w przestrzeni 3D, renderowanej w 1-bitowym stylu na  silniku Unity. Początkowo Pope trafił na kilka problemów. Chciał mieć pewność, że otoczenie renderowane w stylu 1-bitowym, będzie czytelne dla wszystkich graczy, co stanowiło wyzwanie przy pracy. Oprócz tego stwierdził, że o ile grafika 1-bitowa sprawdzała się, podczas wyświetlana w oknie ekranowym, to przy pełnej rozdzielczości ekranu gracze zaczęli chorować na chorobę lokomocyjną. Dlatego musiał zmodyfikować swoje procedury renderowania, aby stworzyć ekwiwalent rozmycia obrazu w swoim stylu graficznym i by wygładzić ruchy. W pewnym momencie Pope rozważał dodanie efektów, sprawiających by gra wyglądała tak, jakby działała na ekranie z lampą kineskopową, ale nie zdecydował się na to, czując, że oddali go to od pożądanego stylu wizualnego.
Po określeniu stylu artystycznego zaczął ustalać, jaką grę chce na nim zrobić. Na początku wpadł na pomysł gry, w której postać gracza wielokrotnie umierała; gracz widziałby śmierć z perspektywy zwłok, a następnie byłby przenoszony w czasie na minutę przed śmiercią, aby manipulować otoczeniem w celu odtworzenia tej śmierci. Lucas Pope uznał to za zbyt trudne techniczne, ale podsunęło mu pomysł użycia retrospekcji z chwil śmierci i zastosowania tego mechanizmu do opowiedzenia historii. Doprowadziło to do powstania metody narracji Obra Dinn, ale pozostawiło wyzwanie, polegające na wyjaśnieniu zgonów i zaginięć członków załogi poprzez obserwowanie momentów ich śmierci.  Następnie wpadł na pomysł dziennika pokładowego, który gracz nosiłby, śledząc nazwiska załogi w taki sam sposób, jak w prawdziwej Kompanii Wschodnioindyjskiej.
Najwięcej czasu w produkcji zajęła narracja. Pope zapowiedział Return of the Obra Dinn w 2014 r., Pracując nad Papers, Please, oczekując wydania w tamtym lub następnym roku. Praca nad elementami narracji i rozgrywki zajęły mu jednak około dwóch lat pracy, wymagając od niego nauki języka programowania Maya. Pope pierwotnie przedstawił bezpłatną, wersję demonstracyjną na Konferencję Game Developers Conference w 2016 r., w której gracz mógł wydedukować tylko sześć postaci, ale poza tym miał do dyspozycji wszystkie pozostałe mechanizmy. Gracz odkrywał zgony w porządku chronologicznym. Opinie graczy były pozytywne, więc zaczął rozszerzać fabułę gry, wiedząc, że musi się upewnić, że w krótkich scenach, tuż przed śmiercią zawartych jest wystarczająco dużo informacji. Na własny użytek stworzył arkusze kalkulacyjne, aby połączyć ze sobą różne postacie i ich losy, a także upewnić się, że gracze będą w stanie podążyć tokiem kolejnych śmierci wraz z odkrywaniem przyczyn zgonów niektórych postaci. Dlatego dodał do dialogów elementy niezbędne do wielu scen i zatrudnił aktorów głosowych, którzy naśladowali akcenty z epoki.
Po napisaniu uzupełnionej historii, Pope stworzył nową wersję demonstracyjną, na targi gier PAX Australia w listopadzie 2016 r., dodając trzynaście dodatkowych postaci do oryginalnej wersji demonstracyjnej. Jednak w przeciwieństwie do pierwszej wersji demo, śmierci zostały zaprezentowane poza porządkiem chronologicznym, co zdezorientowało graczy. Pope zdał sobie sprawę, że to dezorientacja pogorszy się wraz z dodaniem reszty zaplanowanych przez niego postaci. Znalazł rozwiązanie, tworząc dziesięć wydarzeń, które służą jako katalizator dla określonej liczby zgonów, dzieląc historię na te dziesięć sekcji i czyniąc historię łatwiejszą do przyswojenia. Doprowadziło to następnie do opracowania mechanizmu dziennika, ponieważ kolejność zgonów na jego stronach skutecznie służyła jako oś czasu gry. Wprowadzając  dziennik pokładowy służący jako kluczowy mechanizm gry, Pope postanowił uczynić książkę łatwą w użyciu, bez potrzeby korzystania z samouczków w grze, i sprawić, by sterowanie działało sprawnie zarówno na konsolach, jak i komputerach osobistych.
Pope stwierdził, że nie martwił się o wyniki finansowe„Obra Dinn”, ponieważ wciąż zarabiał znaczne kwoty na Papers, Please; uważał tę grę za coś, co chciał stworzyć, w nadziei, że ludziom się spodoba i dlatego nie wywierał na siebie presji terminami ani marketingiem gry. Return of the Obra Dinn zostało wydane na komputery Microsoft Windows i macOS 17 października 2018 r. przez japońskie studio 3909. Porty na Nintendo Switch, PlayStation 4 i Xbox One, wykonane przez Warp Digital, zostały wydane 18 października 2019r.

## Odbiór gry
Powrót Obra Dinn uzyskał „przeważnie przychylne oceny”, według strony Metacritic.
Niektóre sklepy pozytywnie porównały grę do Her Story, podobnej gry opartej na tajemnicach, w której gracz musi odkryć przebieg wydarzeń i dojść do wniosków na podstawie licznych klipów wideo.
Kilku dziennikarzy gier wideo wymieniło Return of the Obra Dinn wśród najlepszych gier roku. W tym dziennikarze: Edge, Polygon, USGamer, GameSpot, The Nerdist, The Daily Telegraph, The New Yorker, i The Escapist.